# Alex Aggelakos
Alexandros Aggelakos, detto Alex (in greco Αλέξανδρος "Άλεξ" Αγγελάκος?; Rodi, 6 settembre 1994), è un cestista greco.